# Continental Marines

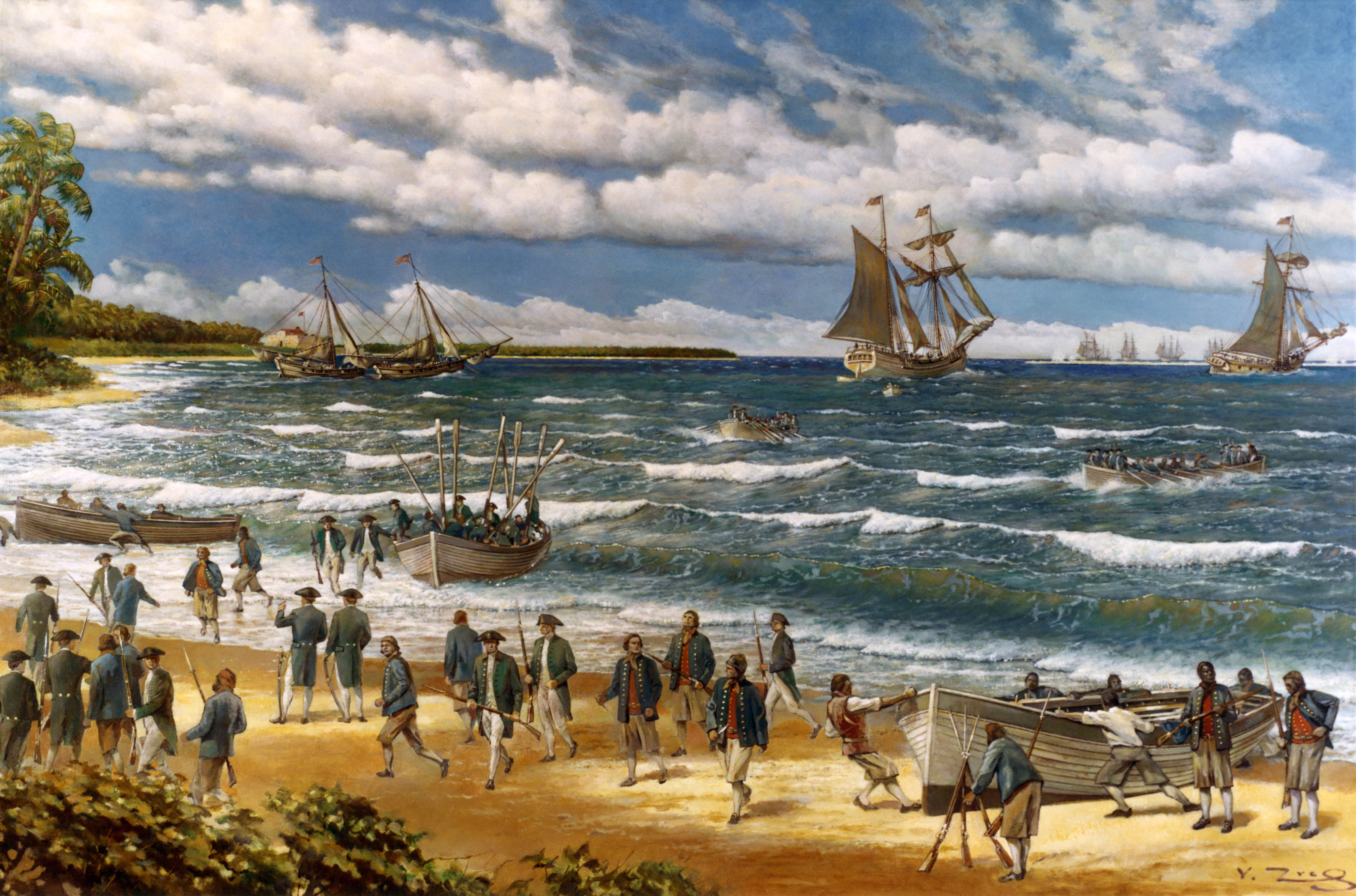
Fuzileiros continentais americanos desembarcando em uma praia.

O Corpo de Fuzileiros Navais Continental ou Continental Marines foi a força marinha das Colônias Americanas durante a Guerra Revolucionária Americana. Fundado pelo Congresso Continental em 10 de novembro de 1775 e dissolvido em 1783.